# Biała Elstera
Biała Elstera (górnołuż. Běły Halštrow czes. Bílý Halštrov, niem. Weiße Elster) – rzeka w Czechach i we wschodniej części Niemiec, prawy dopływ Soławy o długości 257 km.
Rzeka wypływa ze źródeł w zachodniej części Rudaw, w Czechach, koło wsi Výhledy (część gminy Hazlov), na południowy wschód od miasta Aš, płynie przez Wzniesienia Saskie i zachodnią część Nizin Sasko-Łużyckich, a do Soławy uchodzi na południe od Halle.
W pobliżu Lipska koryto Białej Elstery zostało przesunięte z powodu wydobycia węgla brunatnego.
Główne dopływy:
- lewe: Weida
- prawe: Pleiße

Ważniejsze miejscowości nad Białą Elsterą: Adorf/Vogtl., Oelsnitz/Vogtl., Plauen, Greiz, Gera, Zeitz, Pegau, Lipsk.
W 1813 r., podczas bitwy pod Lipskiem, w nurtach Białej Elstery utonął książę Józef Poniatowski.